# Barbourfields Stadium
Le Barbourfields Stadium est un stade de football situé dans la ville de Bulawayo au Zimbabwe.
Ce stade est utilisé par le Highlanders Football Club, l'un des plus importants clubs du pays.
La capacité officielle est de 26 000 places, mais le stade peut parfois accueillir jusqu'à 32 000 spectateurs.